# Utgräventjärnen (Anundsjö socken, Ångermanland)
Utgräventjärnen är en sjö i Örnsköldsviks kommun i Ångermanland och ingår i Moälvens huvudavrinningsområde.